# مات كولر
مات كولر (من مواليد 27 مارس 1977) هو رجل أعمال من الولايات المتحدة الأمريكية وأيضًا رأسمالي مشروع أمريكي مقره في وادي السيليكون. عمل نائبًا لرئيس إدارة الإنتاج في فيسبوك حتى يونيو 2008  وهو حاليًا شريك عام في Benchmark .  حصل على لقب أفضل مستثمري التكنولوجيا على قائمة Forbes Midas لعام 2012  وتصنيف قائمة فوربس الأمريكية لأغنى 40 رجل أعمال تحت سن 40 عام 2015. 

## التعليم والحياة الوظيفية
حصل كولر على درجة البكالوريوس مع مرتبة الشرف والتميز من جامعة ييل. 
في بداية حياته المهنية، عمل في الصين وكان مستشارًا إداريًا في ماكنزي.  أصبح صديقًا لـ ريد هوفمان وأصبح عضوًا مؤسسًا في لينكد إن.  كان كولر نائب الرئيس والمدير العام في لينكد إن  واعتبر اليد اليمنى للرئيس التنفيذي فيها. 
كان واحدًا من أول خمسة موظفين تم توظيفهم في فيسبوك.  كان نائب رئيس فيسبوك لإدارة الإنتاج وعمل مع الفريق خلال العديد من مراحل النمو الحرجة. استمر بالعمل «كمستشار خاص» للرئيس التنفيذي لشركة فيسبوك مارك زوكربيرغ.  في عام 2008 غادر فيسبوك وأصبح أصغر شريك عام في Benchmark. 

## سياسة
في أبريل 2013، تم إطلاق مجموعة ضغط تسمى FWD.us (تهدف إلى الضغط من أجل إصلاح وضع الهجرة وتحسين التعليم) كان كولر أحد المؤسسين. 

## روابط خارجية
- مات كولر على تويتر
- مات كولر على كرونشباس